# Fiat 1200
Fiat 1200 – samochód kompaktowy produkowany przez włoski koncern motoryzacyjny Fiat w latach 1957-1960. Zadebiutował na Turin Motor Show w listopadzie 1957 roku. 1200 Fiat znany także pod nazwą Granluce Fiat 1200 zastąpić miał model Fiat 1100-103 TV - Turismo Veloce. Nowy model otrzymał czterocylindrowy silnik rzędowy o pojemności 1221 cm³ osiągający moc 59 koni mechanicznych. Samochód bazuje w dużej części na swoim poprzedniku, modelu 1100, więc zauważalne są pomiędzy nimi podobieństwa.
Produkowana również była wersja z nadwoziem typu kabriolet pod nazwą "Trasformabile" jako następca Fiata 1100-103 Trasformabile. 1200 Trasformabile został zaś zastąpiony w roku 1959 przez wersję Fiat Cabriolet 1200 Pininfarina.
Łącznie powstało około 400000 egzemplarzy.

## Dane techniczne

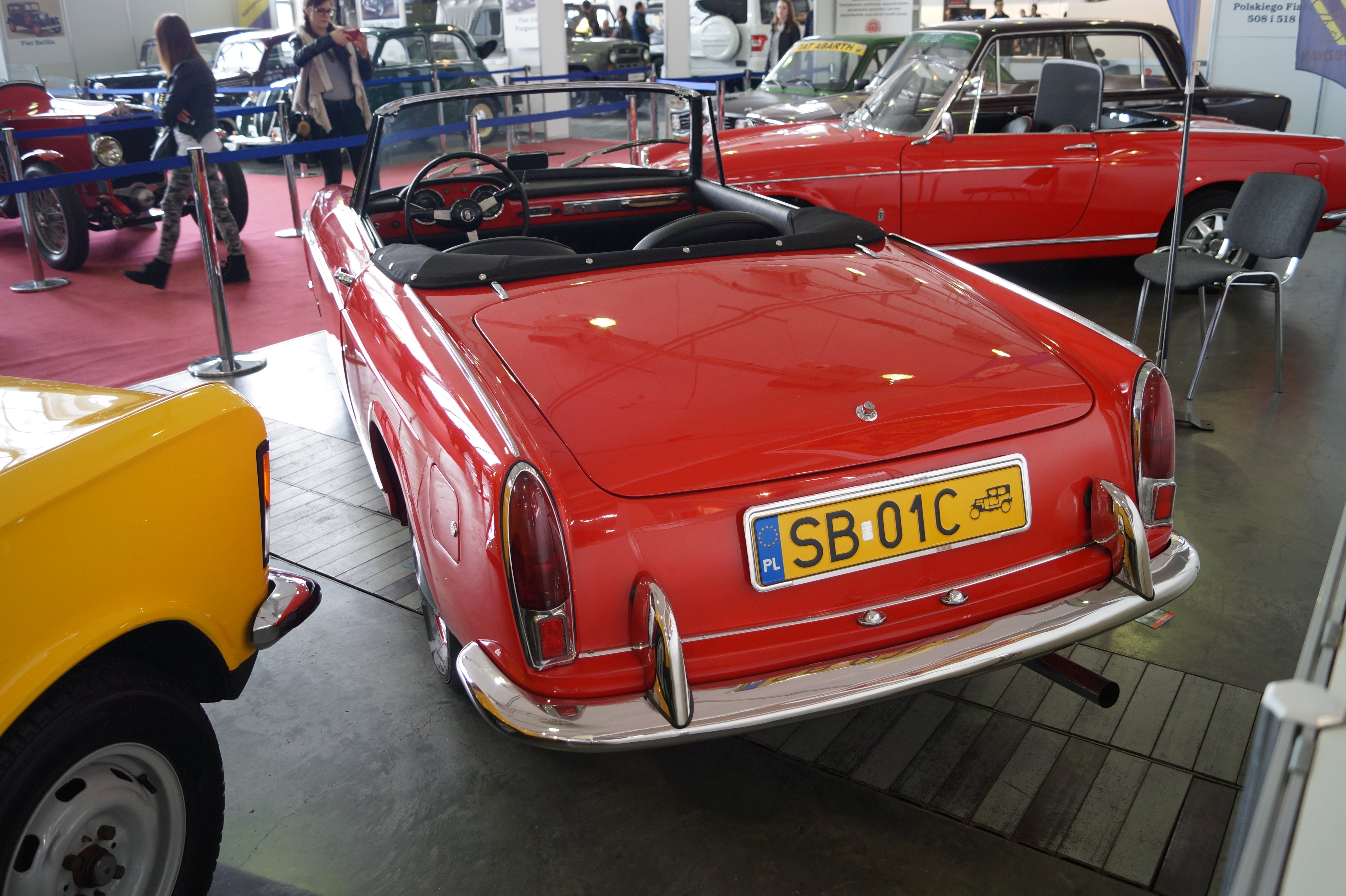
Tył Fiata 1200 Pininfarina

### Silnik
- R4 1,2 l (1221 cm³), 2 zawory na cylinder, OHV
- Układ zasilania: gaźnik
- Średnica cylindra × skok tłoka: 72,00 mm × 75,00 mm
- Stopień sprężania: 8,3:1
- Moc maksymalna: 59 KM (43 kW) przy 5300 obr./min
- Maksymalny moment obrotowy: 83 N•m przy 3000 obr./min

### Osiągi
- Przyspieszenie 0-100 km/h: b/d
- Prędkość maksymalna: 145 km/h